# Кондрије
Кондрије (фр. Condrieu) насеље је и општина у источној Француској у региону Рона-Алпи, у департману Рона која припада префектури Лион.
По подацима из 2011. године у општини је живело 3828 становника, а густина насељености је износила 415,64 становника/km². Општина се простире на површини од 9,21 km². Налази се на средњој надморској висини од 230 метара (максималној 460 m, а минималној 146 m).

## Демографија
| 1962. | 1968. | 1975. | 1982. | 1990. | 1999. | 2011. |
| ----- | ----- | ----- | ----- | ----- | ----- | ----- |
| 2.926 | 3.411 | 3.132 | 3.078 | 3.093 | 3.424 | 3.828 |

График промене броја становника у току последњих година